# Encimska histokemija
Encimska histokemija je postopek označevanja encimov v celični biologiji. V vsaki celici so markerski encimi, značilni za določen celični organel. S histokemijo tako ne dokažemo le prisotnosti encima, ampak tudi mesto delovanja tega encima v celici.

## Postopek
Da dokažemo prisotnost nekega encima, moramo košček tkiva namočiti v medij v katerem se nahaja substrat. Histokemijski preparat mora biti fiksiran z glutaraldehidom, ki nekoliko zmanjša encimsko aktivnost, a so encimi še vedno prisotni na pravi lokaciji. S fiksacijo se nekoliko poveča permeabilnost celične membrane, da lahko substrat lažje difundira v celico. Encim se poveže na substrat in ga informacijsko in strukturno spremeni, čemur pravimo primarni reakcijski produkt. V mediju, ki obdaja histološki preparat, je tudi reagent (barvilo), ki ob difundiranju v celico in vezavi na primarni reakcijski produkt povzroči nastanek končnega reakcijskega produkta. Ta mora biti netopen v vodi, obarvan in kemijsko stabilen. To pomeni, da mora lokacija končnega reakcijskega produkta, kljub zmanjšani aktivnosti markerskega encima, ostati nespremenjena. 
Z encimsko histokemijo dokazujemo predvsem kisle hidrolaze (to so encimi, ki sodelujejo pri hidrolizi molekul):
- fosfataze
- esteraze

Dokazujemo tudi oksidoreduktaze:
- oksidaze
- peroksidaze (katalaze)
- dehidrogenaze

## Dokazovanje kisle fosfataze (KF)
Kisla fosfataza je encim, značilen predvsem za lizosome in deluje le v kislem pH-ju. Katalizira hidrolitičen razcep organskih fosfatnih estrov (cepi vezi med fosfatnimi estri, da razpadejo). 

### Dokazovanje KF pri svetlobni mikroskopiji
Primer fosfatnih estrov, kot substrat kisle fosfataze, je npr. α-naftilfosfat, ki ga vnesemo v medij, ki obdaja histološki preparat. Za reagent v tem primeru uporabimo diazonijevo sol. Ko α-naftilfosfat difundira v celico, se veže na kislo fosfatazo, ki hidrolizira substrat na naftol (primarni reakcijski produkt) in fosfat (ki je zgolj ostanek encimske reakcije). Končni rekcijski produkt je naftol, obarvan z diazonijevo soljo.

### Dokazovanje KF v elektronski mikroskopiji
Kot substrat uporabimo Na-β-glicerofosfat (fosfatni ester) in reagent Pb(NO3)2. Po hidrolizi nastane Pb-fosfat, ki je z vezavo na Pb(NO3)2 tako končni reakcijski produkt.